# Skuldpresumtion
Skuldpresumtion är principen att någon är skyldig tills den har bevisats vara oskyldig.
På latin uttrycks det som "ei incumbit probatio qui negat, non qui dicit" (ungefär "bevisbördan påfaller den som förnekar, inte den som utpekar").
Skuldspresumtion är motsatsen till oskuldspresumtion, den senare avser den grundläggande straffprocessuella rättsprincip som ger den som är misstänkt för ett brott rättigheten att betraktas som oskyldig tills motsatsen har bevisats. Principen om oskuldspresumtion anses så viktig att många demokratier har den explicit uttalad i sina lagar eller grundlagar.
Det är vanligtvis ett argumentationsfel att anta att något är sant för att det inte har bevisats vara falskt.